# ハーブ園
ハーブ園（ハーブえん）、ハーブガーデンとは、ハーブで構成された花壇や庭のことで、香草、薬草であるハーブを植えることで、その収穫と利用、あるいは草姿、花、香りを楽しむ庭園。薬草を育てている場合は、薬草園と呼ばれる。

## 概要
西洋では中世に修道院でバラやハーブを中心にした庭を作りはじめているが、これは医薬用の植物栽培という実用面での側面があった。ハーブ類で庭を構成すると花が少なく緑色が多くなる傾向があるため、現在では草木の高さや、大きさ、遠近法などで変化をつけ、カラーリーフなどが多用される。
江戸時代には、幕府が各地の薬草園へ採薬使を派遣し、各地の人々に薬草知識を広めると共に幕府へ薬を持ち帰る活動を行った。

## ハーブ園の例
- 松田町・松田山ハーブガーデン
- 布引ハーブ園
- 兵庫県立淡路香りの公園ハーブガーデン
- へきなんたんトピアハーブガーデン
- 大分農業文化公園ハーブガーデン
- 海のそばのハーブ園ハーブガーデン「ポケット」
- 花巻温泉ローズ＆ハーブガーデン
- 鞘ヶ谷ハーブガーデン 光と風の教会（北九州市戸畑区）
- 由仁温泉ハーブガーデン
- 四季の里ハーブガーデン
- 蒜山高原蒜山ハーブガーデン
- 酒々井町飯沼本 ハーブガーデン 「ハーブの丘」
- 小豆島オリーブ公園ハーブガーデン
- 姫路市香寺町香寺ハーブガーデン
- 大朝町天意（あい）の里ハーブガーデン
- サンパルホールぬまくまぬまくまハーブガーデン
- 滝上町香りの里 ハーブガーデン
- エルザタワー32地上庭園：ハーブガーデン（公開空地）
- 三春町三春ハーブガーデン
- しながわ中央公園
- サボテン公園サボテンハーブ園（現在は閉園）
- 山茶花高原ピクニックパーク（諫早市小長井町、旧小長井町）ハーブ園
- くりはま花の国ハーブ園
- 奥日立きららの里#ハーブ園
- 宇治市植物公園#ハーブ園
- あおいパークハーブ園
- 嵐山高雄ハーブ園
- 手柄山温室植物園ハーブ園
- 道の駅池田温室ハーブ園
- 道の駅雫石あねっこ日本ハーブ園
- 聚楽園公園ハーブ園
- 道の駅ふれあいパークみのハーブ園
- 八次駅みよしハーブ園
- 道の駅しんごうハーブ園
- クライストチャーチ植物園ハーブ園
- ハンティントン・ライブラリーハーブ園
- 千葉市都市緑化植物園ハーブ園
- 夢の島熱帯植物館ハーブ園
- 咲き都ハーブ園
- 花フェスタ記念公園ハーブ園
- 花フェスタ'95ぎふハーブ園
- ロルシュ修道院内のベネディクト会のハーブ園
- 由仁町ゆにガーデン
- 猪苗代町猪苗代ハーブ園
- 山梨県鳴沢村 PLANT A TREEファームハーブ園
- 守山市もりやまバラ・ハーブ園
- 練馬区四季の香公園
- 東品川海上公園屋上庭園
- 河口湖ハーブ園
- 生活の木メディカルハーブガーデン
- 蒜山ハーブガーデン
- 長野ハーブガーデン
- 花暦 メナード青山リゾートハーブガーデン
- ハーブガーデン プティール倶楽部 福岡県糸島市
- 九十九里町・九十九里ハーブガーデン
- 日野春ハーブガーデン
- ダム湖畔の花自然植物園「泉ボタニカルガーデン」
- 城西国際大学大多喜薬草園
- むらさきの風薫る丘「ラベンダーパーク多可」
- 薬莱山麓のやすらぎのガーデン
- ぐんまフラワーパーク・ハーブガーデン
- 熱川ハーブテラス
- 国立科学博物館筑波実験植物園「有用植物区」
- 「開聞山麓香料園」日本初のハーブ農園
- 高知県立牧野植物園
- 国営武蔵丘陵森林公園「都市緑化植物園」
- 「くすりの富山」の薬草園
- 田沢湖ハーブガーデン「ハートハーブ」
- 湯布院ハーブワールド
- 香りの発信基地「パルシェ」
- 「香りある里づくり」ハーブ園河口湖ハーブ館
- 浜名湖グリーンファーム
- 国営越後丘陵公園「香りのばら園」
- 東邦大学薬学部付属薬用植物園メディシナルハーブガーデン
- 旧北海道東海大学ハーブガーデンプラザ

## ハーブスパイラル

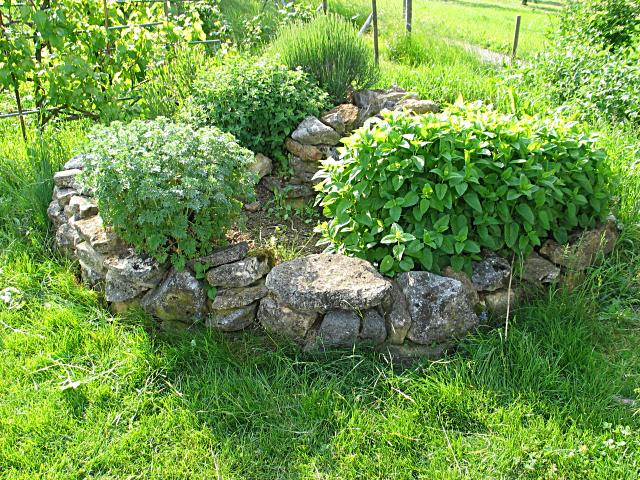
初夏のハーブスパイラル

ハーブスパイラルまたはハーブスネイルは、立体的なガーデニングベッド（高床）でキッチンハーブを栽培するものである。
パーマカルチャー・デザインの一例。その構造は、異なる気候帯の植物が必要とする条件を、非常に小さなスペースで満たすことを可能にしている。

### 構造

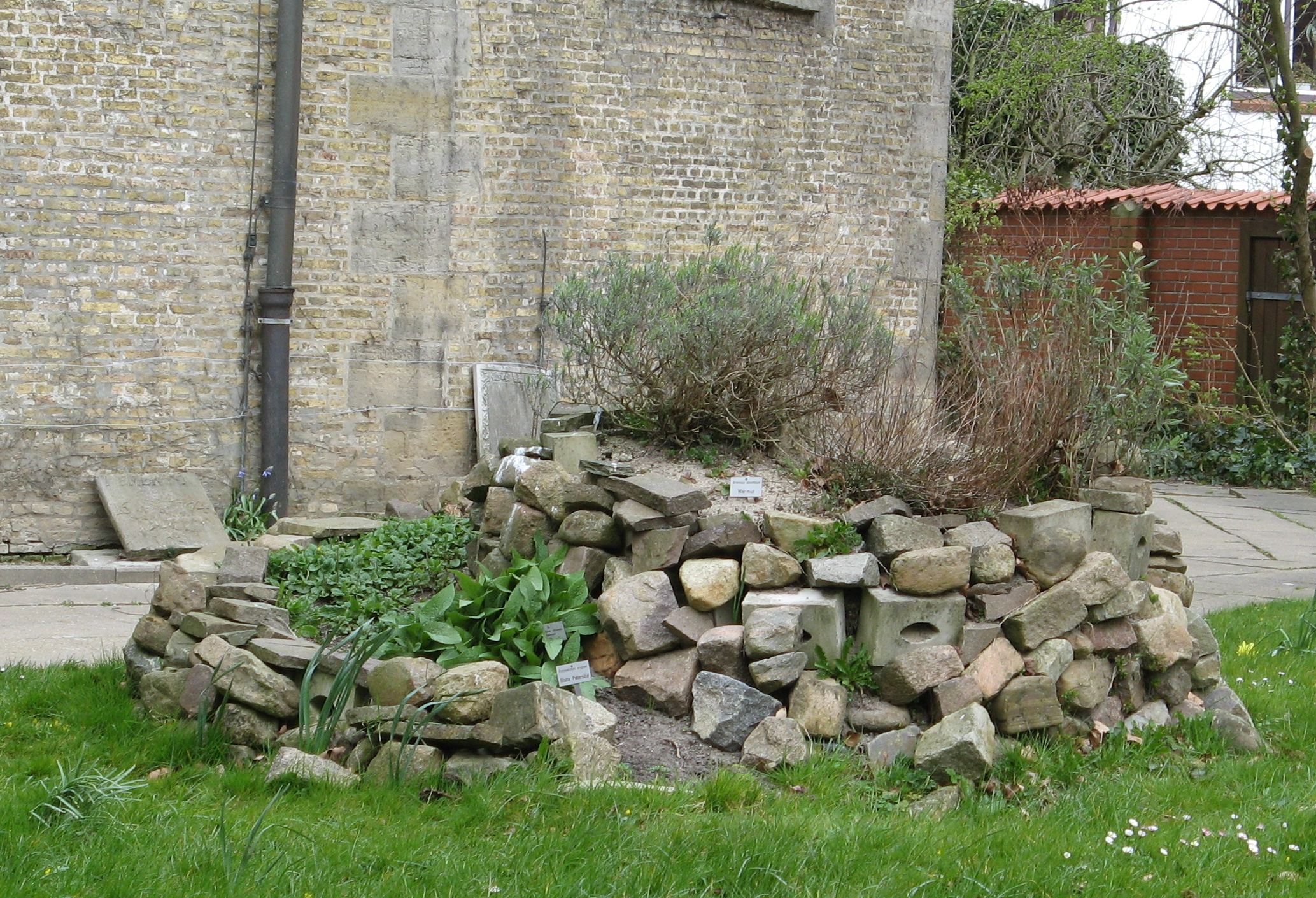
ハーブスパイラルの側面

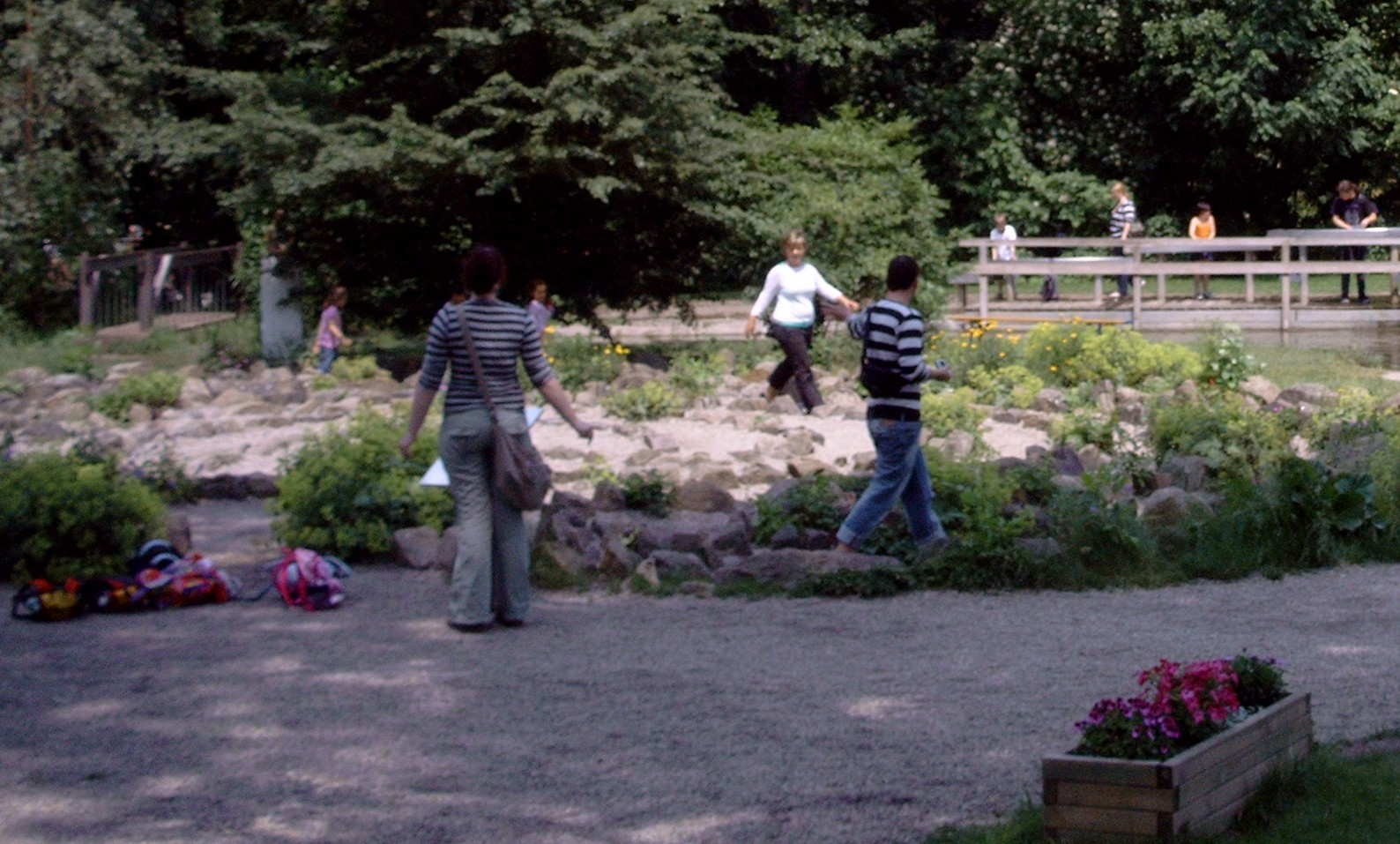
特別な形：キュケルハウスによる感覚伝達のためのらせん状の薬草迷宮

植栽を含むハーブスパイラルの構築スキーム

螺旋が石の山を巻いて、上向きになっている。充填された土は、上部にいくほど砂が混じり、透水性を高めていく。
下から見ると、南側（北半球では北側）の日陰にある小さな池からハーブのスパイラルが始まっている。これにより、湿度の高いマイクロクライメイトが形成される。
真ん中の部分をノーマルゾーンと呼び、あたりの土壌は腐植質も残っているが、湿潤地帯よりも透水性が高いという点で、典型的な中央ヨーロッパの栽培条件に相当する。ここには、部分的に日陰になっている場所もあります。ここでよく育つ植物は、たとえばパセリ、コリアンダー、タラゴン、キャラウェイ、オレガノ、バジル等である。
螺旋の上部には乾燥地帯が形成されている。土壌は透水性があり、無駄がなくなり、ハーブスパイラルの内部構造により、水はけがよくなっている。これは、セージ、タイム、ラベンダーなど、地中海沿岸の多くの料理用ハーブにとって理想的な条件である。
これらのゾーン間の移行は流動的で、幅広い栽培条件をカバーすることができる。
害虫駆除と同時に花の受粉をサポートするエコロジーを考えるなら、巣作り補助剤を使うことで、動物にとって適切な生息環境を形成する可能性がある。よく知られていることであるが、ランドスケープの消費によって利用できる自然環境が少なくなっていることである。
ニッチな巣箱は、ニッチもしくは半端な鳥に大人気であるが、ネコやテン、カササギなどの家畜が原因で、ミソサザイやルリビタキなどの個体数が絶滅の危機に瀕している。捕食者対策が施されたキャビティを使用することで、これらの鳴禽類を保護することができるのである。
スパイラルの南側に設置された昆虫の巣箱は、野生のハチやジガバチなどのヒメバチ類の生息地となる。暑さが大好きなそれら生物はこの場所をありがたく受け入れてくれることであろうが、これらの昆虫を庭に定着させることは「害虫」の個体数を調整するという副次的な効果もあり、庭の生態系バランスを考える上でも重要である。また、哺乳類の場合は、害虫駆除に有効なトガリネズミの住処にもなっていく。ここでは、あるコンパスの方向に沿った方位を意識する必要はない。
イモムシやナメクジを食べるハリネズミには、ハリネズミの巣箱を設置することで何とかなる。野生では、木の切り株のくぼみや葉っぱの山を好んで住むので、その中にきちんと刈り込まれた庭の世界は必要がない。

### 歴史
ハーブスパイラルは、オーストラリア人のビル・モリソン (Bill Mollison) にさかのぼる。彼は1981年に「パーマカルチャー」の概念で「ライト・ライブリフッド賞」を受賞した。同年、彼は講演で、1978年にアボリジニの砂紋からヒントを得て、ハーブスパイラルを発明したことを紹介した。1988年に出版された『パーマカルチャー：デザイナーズ・マニュアル』は、自然界や様々な原始民族の間で象徴的な螺旋形が普遍的に存在することを詳しく述べ、彼のハーブ・スパイラルの絵も添えている。パーマカルチャーの要素の中でも、ハーブスパイラルは特に最初から成功していたのである。世界中のプロやアマチュアのガーデナーが真似をし、ガーデンショーやモデルガーデンでも何度も目にすることができる。